# Georg Heinrich Theodor Mautner Markhof
Georg Heinrich Theodor Mautner von Markhof, auch als Georg III. bezeichnet (* 30. August 1904 in Floridsdorf; † 24. Februar 1982 in Wien) war ein österreichischer Unternehmer und Politiker aus der Familie Mautner Markhof.
Sein innerfamiliärer Spitzname lautete „Buwa“.

## Leben
Der Sohn von Georg II. Anton Mautner von Markhof und dessen Gattin Emilie, geborene Reininghaus, und Urenkel des jüdischen Firmengründers Adolf Ignaz Mautner wurde im damals noch selbstständigen Floridsdorf geboren. Er wuchs im Mautner Schlössl, dem heutigen Bezirksmuseum Floridsdorf, vis-a-vis der familieneigenen Brauerei zum St. Georg auf. Sein Vater führte gemeinsam mit dessen Bruder Theodor sowohl die Brauerei als auch (seit 1913) den Nahrungsmittelhersteller Th. & G. Mautner Markhof und (ab 1919) die familieneigene Hefe- und Spirituserzeugung in Wien-Simmering.
Nach der Matura an der Schottenfelder Realschule studierte Mautner Markhof an der Universität für Bodenkultur sowie am Juridicum der Universität Wien, beide Studien schloss er mit den Graden Diplom-Ingenieur der Landwirtschaft bzw. Dr. iur. ab. Zeitgleich besuchte er auch die für Absolventen der Realschule verpflichtenden Kurse für Latein und philosophische Propädeutik an der Universität Wien. Während des Studiums praktizierte er auf einem landwirtschaftlichen Mustergut in Bayern, einer Brauerei in Wien, einer Exportfirma in Hamburg sowie einem Wiener Bankhaus.
1929 trat Georg III. in den Familienkonzern ein, vertrat zunächst die Interessen des Unternehmens in Polen und Jugoslawien und betrieb im Folgejahr mit Erfolg die Gründung einer Hefefabrik in Viladecans (Spanien). Diese entwickelte sich mit Hilfe Simmerings zu einer der größten Hefefabriken Europas.
Nachdem sein Vater früh verstorben war, musste Georg Mautner Markhof mit 30 Jahren in die Leitung des Unternehmens eintreten. Gemeinsam mit seinen Cousins Manfred und Gerhard sowie seinem Bruder Gustav führte er fortan als sogenannter „Viererzug“ gemeinsam die Geschäfte. Am 31. Dezember 1934 wurde er als einer der wenigen Vertreter der Industrie zum Mitglied des Bundeswirtschaftsrates ernannt. Im Österreichischen Ständestaat hatte er mehrere hohe Funktionen inne, so war er u. a. Präsident der Fachverbände für Brauindustrie (Brauherrenverband) und Spiritusindustrie, des Verbandes der Nahrungs- und Genussmittelindustrie, der Wiener Handelskammer und Vizepräsident des Industriellenverbandes. Ab 1936 saß er als jüngstes Mitglied im Staatsrat.
1935 gelang ihm im Alleingang, dank großzügiger finanzieller Reserven der familiären Unternehmen, der Hilfe des späteren Finanzministers Ludwig Draxler und einer ausgeklügelten juristischen Konstruktion der Erwerb der Vereinigten Brauereien und damit der Brauerei Schwechat für die Familie Mautner Markhof. Im Gegenzug wurde die Brauerei zum St. Georg in Floridsdorf geschlossen und ihre Anlagen nach Addis Abeba transferiert.
Nach den Anschluss Österreichs übernahm Georg III. Mautner Markhof zunächst persönlich die Leitung der Brauerei Schwechat, wurde aber kurze Zeit später aufgrund seiner Rolle im Ständestaat von der Gestapo zwei Mal verhaftet und jeweils eine bzw. neun Wochen inhaftiert. Es drohte die Deportation in ein Konzentrationslager. Erst nach Intervention von Richard Strauss – ein enger Freund seines ebenfalls inhaftierten Cousins Manfred – bei Joseph Goebbels kam Mautner Markhof frei. Gauleiter Bürckel soll ihn jedoch vor die Wahl „Dachau oder Ausscheiden“ gestellt haben, worauf er aus allen Leitungsgremien des Unternehmens ausschied und seine persönlichen Anteile an der Brauerei abstieß. Er lebte anschließend zeitweise in Werder bei Potsdam, hielt sich fortan bedeckt und blieb bis Kriegsende unbehelligt.
Aus Angst vor der anrückenden Roten Armee verließ Mautner Markhof am 1. April 1945 Wien und flüchtete nach Vorarlberg, wo er schwimmend den Rhein in die Schweiz durchquerte. Hier traf er nach langer Zeit wieder mit seinem Sohn Georg Mautner Markhof zusammen, der das Lyceum Alpinum besucht hatte und bis Kriegsende in der sicheren Schweiz verblieben war. Da er dem wieder selbstständigen, aber von den Alliierten besetzen Nachkriegsösterreich keine Überlebenschancen gab, wanderte Georg III. Mautner Markhof 1946 nach Brasilien aus, wo er – nach einem Intermezzo als Viehzüchter und Betreiber eine Gummiplantage – unter großem persönlichen Einsatz eine Brauerei in Sao Paulo gründete, die Anlagen der geschlossenen Brauerei Nussdorf übernahm und sich Companhia Paulista de cervejas Vienenses nannte. Mit rund 2 Millionen Hektoliter Bierausstoß sollte sie schließlich größer als jede österreichische Brauerei werden und wurde 1959 mit gutem Gewinn für Schwechat verkauft.
Auf Bitten der Familie kehrte er 1948 wieder nach Wien zurück und unternahm in enger Abstimmung mit seinem Cousin Manfred Mautner Markhof sen., der die familiären Unternehmen nach dem Krieg rettete und wieder aufbaute, die Leitung der Betriebe in Simmering (Hefefabrik und Nahrungsmittelherstellung). 1949 konstituierte sich ein neuer „Viererzug“, in welchem Georg Mautner Markhof ebenfalls vertreten war. In dieser Zeit wurde Georg III. erneut Vorsitzender der Verbände der Spiritus- und Hefeindustrie und gründete das Groupement d´Études des Industries Européennes de Fermentation, eine Vereinigung der größten europäischen Hefefabriken. Die Präsidentschaft dieses Verbands übte er in Folge zehn Jahre lang aus. Als Vorsitzender des Aufsichtsrates der Brauerei Schwechat dagegen interessierte er sich nicht mehr für die Details ihrer Führung und überließ diese weitgehend seinem Cousin Manfred sen.
Ende der 1950er Jahre entschloss sich Georg III., erneut ein Hochschulstudium aufzunehmen, und begann ein Philosophiestudium an der Universität Wien. Nach acht Jahren, dadurch bedingt, dass er weiterhin geschäftlich tätig war, promovierte er Sub auspiciis praesidentis am 28. April 1969 im Alter von 64 Jahren. Bundespräsident war zu dieser Zeit Franz Jonas, wie Mautner Markhof ein geborener Floridsdorfer.
Nach seiner Promotion zog er sich aus allen Gremien des Unternehmens zurück und übergab seine Mandate an seinen Sohn Georg. Da er seiner dritten Frau zuliebe ins schweizerische Tessin gezogen war, konnte er ein 1969 begonnenes Theologiestudium nicht mehr vollenden. Er starb nach langer Krankheit im Jahr 1982 als letzter Vertreter des ursprünglichen „Viererzuges“.

## Privatleben
Georg Heinrich Mautner Markhof war insgesamt dreimal verheiratet, der ersten Ehe mit der Offizierstochter Carmen Simovits (1902–1936) entsprang der Sohn Georg Mautner Markhof. Die anderen beiden Ehen mit Marylin “Chick” Fuller (1906–1982) und Gritine Nebel (von) Vidulovic (1913–2001) blieben kinderlos.